# 1512 Oulu
Az 1512 Oulu (ideiglenes jelöléssel 1939 FE) egy kisbolygó a Naprendszerben. Heikki Alikoski fedezte fel 1939. március 18-án, Turkuban.